# City of Paris (paquebot de 1866)
Le City of Paris est un paquebot britannique de l'Inman Line mis en service en 1866, premier navire de la compagnie à porter ce nom. Durant près de vingt ans, il sert sa compagnie sur l'Atlantique Nord. Ses performances lui permettent d'égaler ses concurrents directs, notamment le Scotia, détenteur du Ruban bleu, et le City of Paris est ainsi le premier navire à hélice à atteindre des vitesses équivalentes à celles des navires à roues à aubes.
Vendu en 1884 à une entreprise française, il est renommé Tonquin et transformé en cargo. Il coule dès mars de l'année suivante après une collision au large de Malaga.